# Formica integra
Formica integra är en myrart som beskrevs av Nylander 1856. Formica integra ingår i släktet Formica och familjen myror. Inga underarter finns listade i Catalogue of Life.

## Bildgalleri

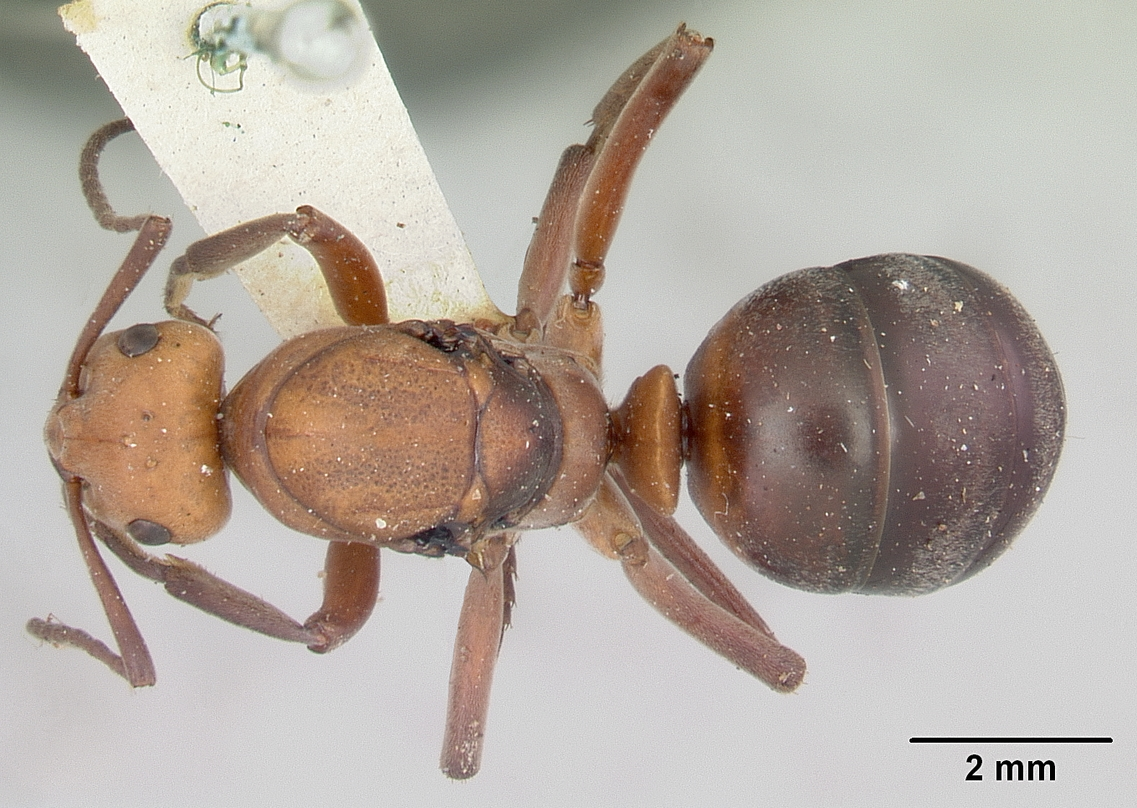
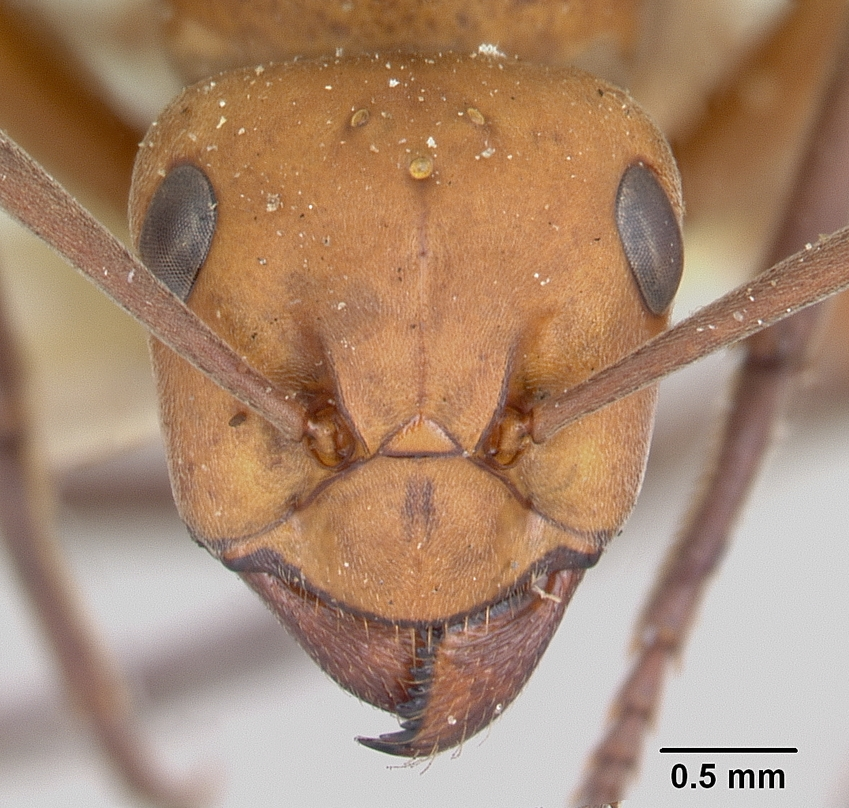
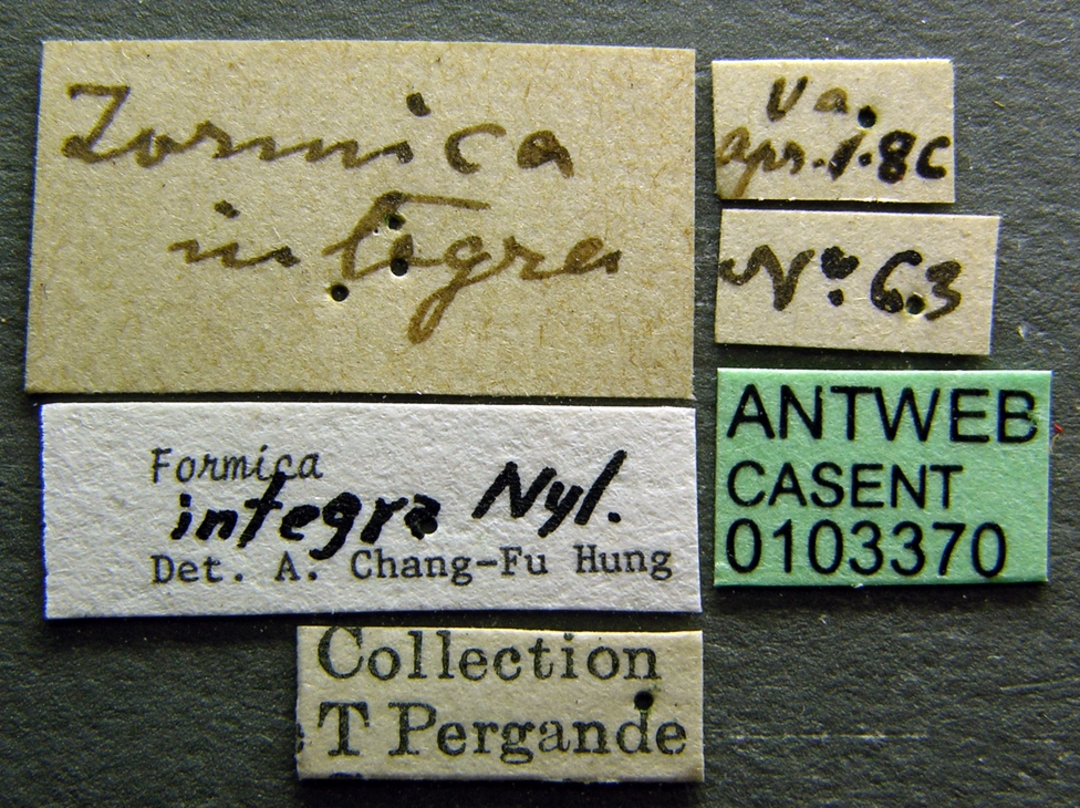
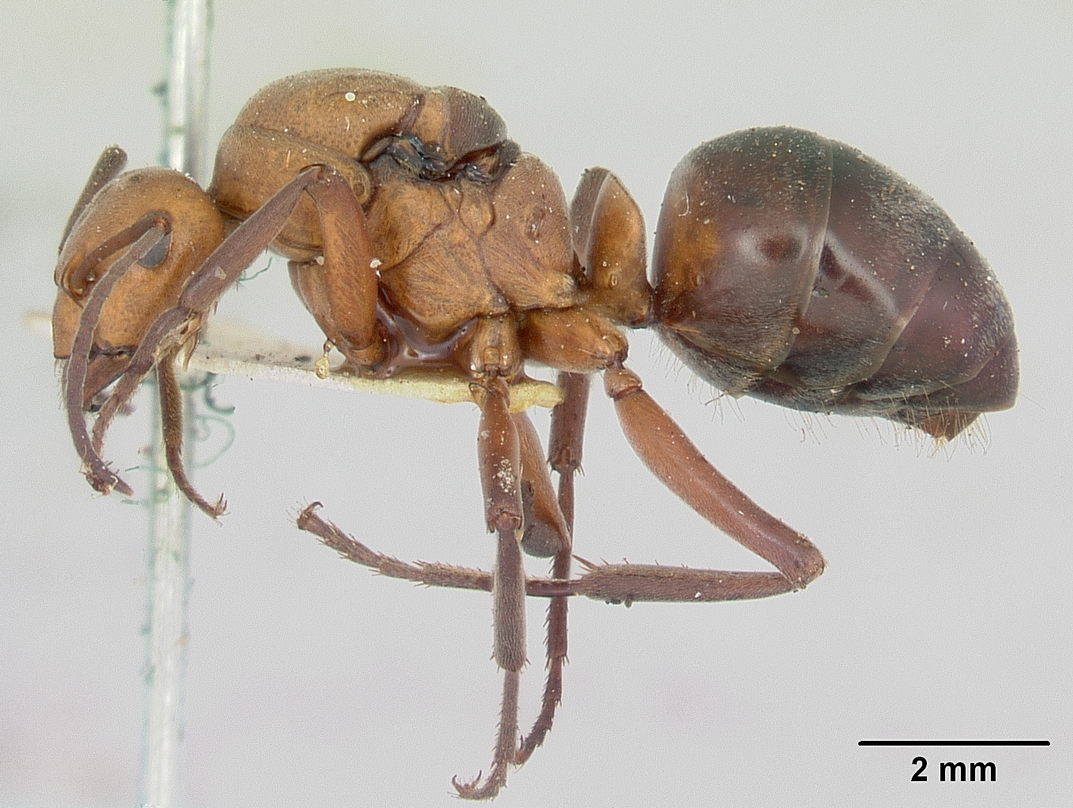
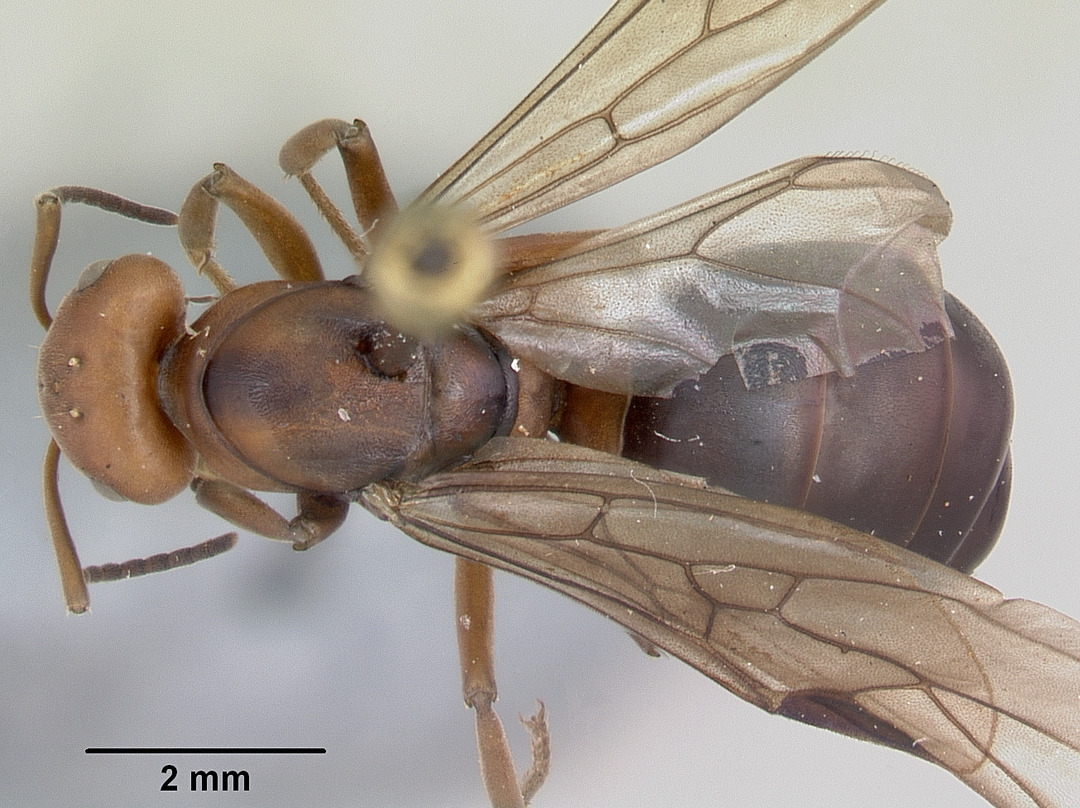
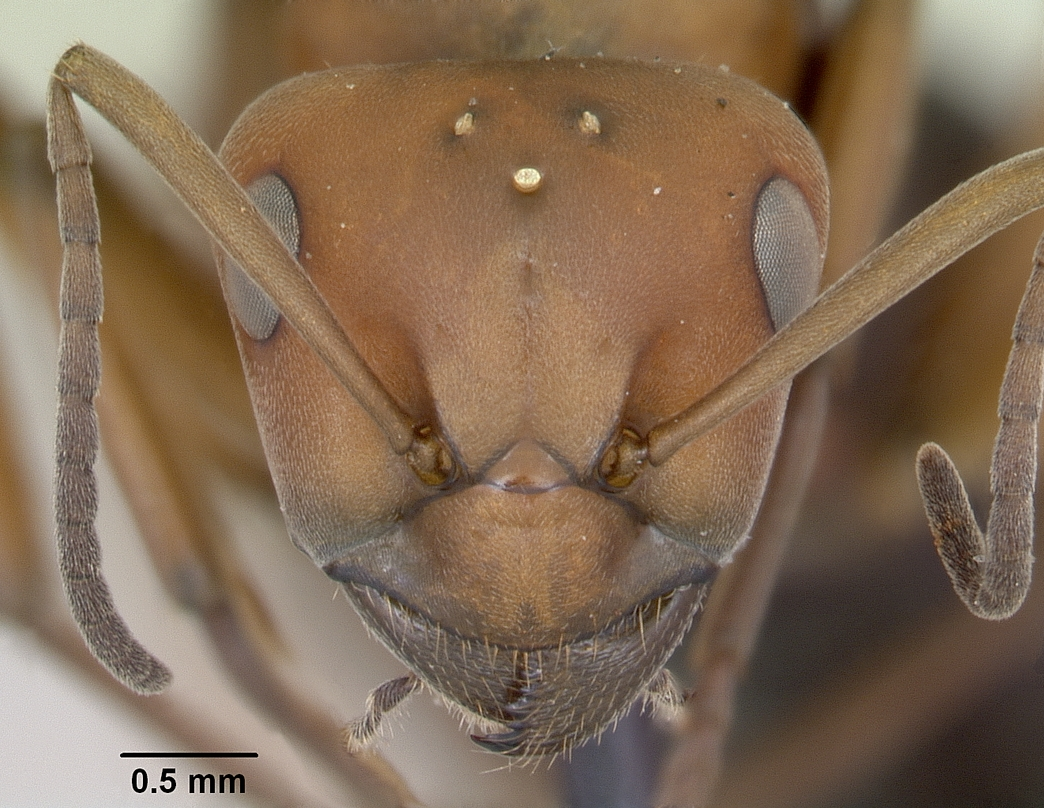